# Karl III. (Navarra)

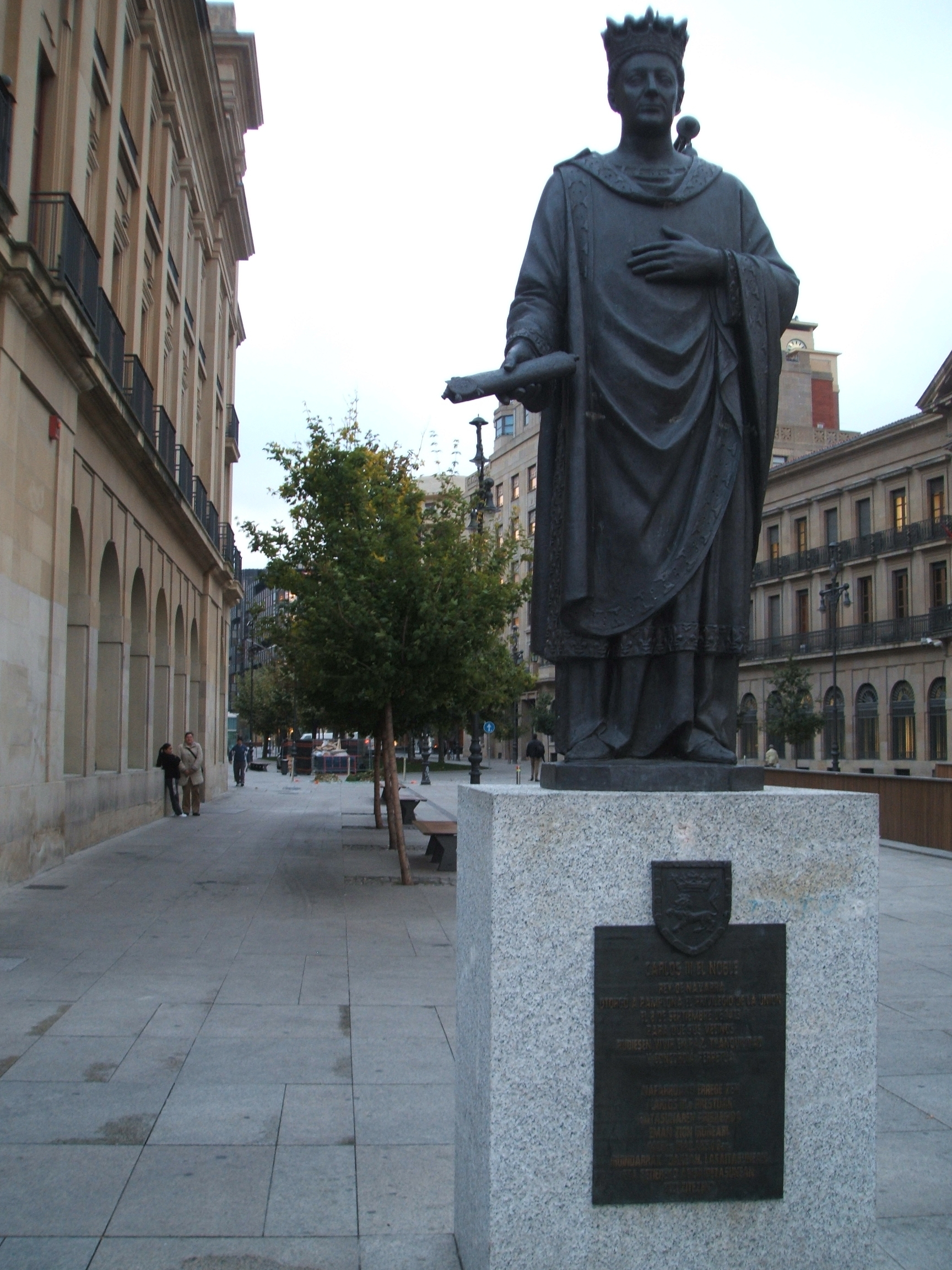
Karl III.

Karl III. genannt der Edelmütige (frz. Charles III le Noble) (* 1361 in Mantes-la-Jolie, Frankreich; † 8. September 1425 in Olite) war König von Navarra, Herzog von Nemours und Graf von Évreux.

## Leben
Er war der Sohn König Karls II. des Bösen und der Johanna von Frankreich, einer Tochter des Königs Johann II.
Am 27. Mai 1375 heiratete er Eleonore von Kastilien (um 1363–1415/16), Tochter König Heinrichs von Trastamara Anlässlich seiner Hochzeit erhielt er die Grafenwürde von Beaumont-le-Roger, doch wurde er am französischen Hof festgehalten und die Grafschaft ihm durch das militärische Eingreifen Bertrands du Guesclin entzogen.
Beim Tod seines Vaters 1387 erbte er dessen Titel und Ländereien.
Im Jahr 1404 verzichtete er durch einen Vertrag endgültig auf die Grafschaften Évreux und Beaumont (die an die Krone gingen) sowie auf seine Ansprüche auf Champagne und Brie, erhielt dafür die zum Herzogtum und zur Pairie erhobene Grafschaft Nemours sowie eine Rente von 12.000 Livres und eine Abfindung von 20.000 Écu.
1423 einigte er die verschiedenen miteinander verfeindeten Gemeinden zur Stadt Pamplona, in deren Kathedrale er zusammen mit seiner Frau begraben liegt. Sein Grabmal (errichtet 1413–1419) gilt als ein Meisterwerk der Gotik.

## Nachkommen
Er und seine Gattin Eleonore hatten acht Kinder:
- Johanna (* 1382, † Juli 1413), seit 1402 Gattin von Graf Johann I. von Foix
- Maria (* um 1383, † 6. Jänner 1406), starb unverheiratet und kinderlos
- Blanka (* um 1385/87, † 3. April 1441), seit 1402 Gattin von König Martin I. von Sizilien, seit 1419 Gattin von Johann II. von Aragon, seit 1425 Königin von Navarra
- Beatrix (* um 1386, † um 1410/12), seit 1406 Gattin von Jacques II. de Bourbon, comte de La Marche
- Isabella (* um 1396, † 1435/50), seit 1419 Gattin von Jean IV. von Armagnac
- Karl (* 15. August 1397, † 12. August 1402), Prinz von Viana
- Ludwig (* um 1401/02, † 14. Oktober 1402), Prinz von Viana
- Margarete (* um 1403, † vor 1412)